# Приказки от улица Брока
„Приказки от улица Брока“ (на френски: Contes de la rue Broca) е сборник приказки от френския писател Пиер Грипари (1925 – 1990).

## Описание и история
За първи път сборникът е издаден във Франция през 1967, като е съдържал тринадесет приказки. Улица Брока е реално съществуваща парижка улица, която се намира на границата на 5-и и 13-и арондисмани. В сборника на нея съжителстват ежедневното и приказното, като от това съжителство се ражда своеобразен градски фолклор.
В България „Приказки от улица Брока“ са издадени през 1989 .